# Milagros Rey Hombre
Milagros Rey Hombre (Madrid, 22 de octubre de 1930-17 de marzo de 2014) fue una arquitecta española, la primera arquitecta en Galicia.  Entre sus obras destacan el local social de pescadores de Finisterre, la fuente de Cuatro Caminos y la torre Dorada, primer rascacielos coruñés, en la calle de Juan Flórez.

## Trayectoria

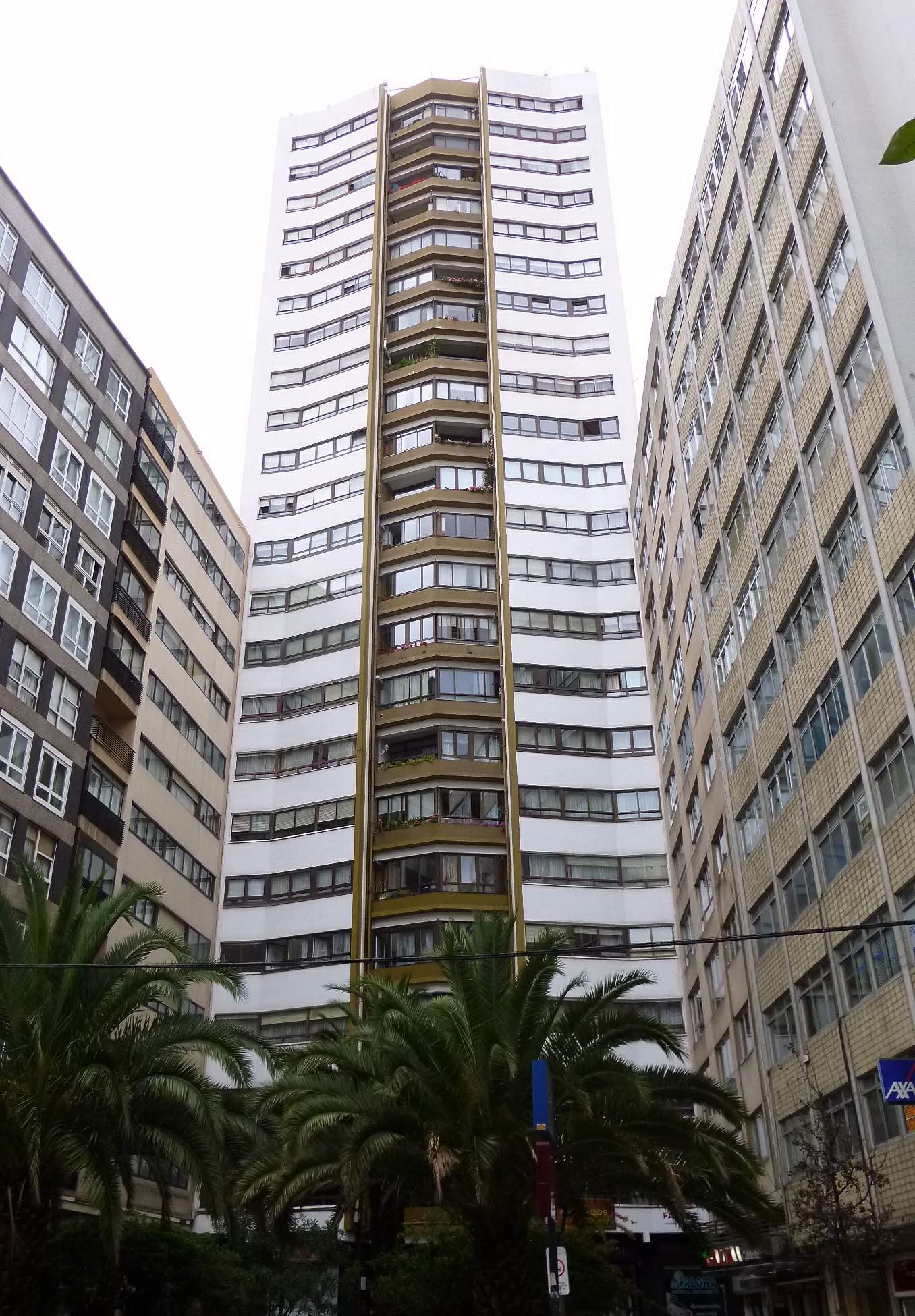
Torre Dorada, La Coruña.

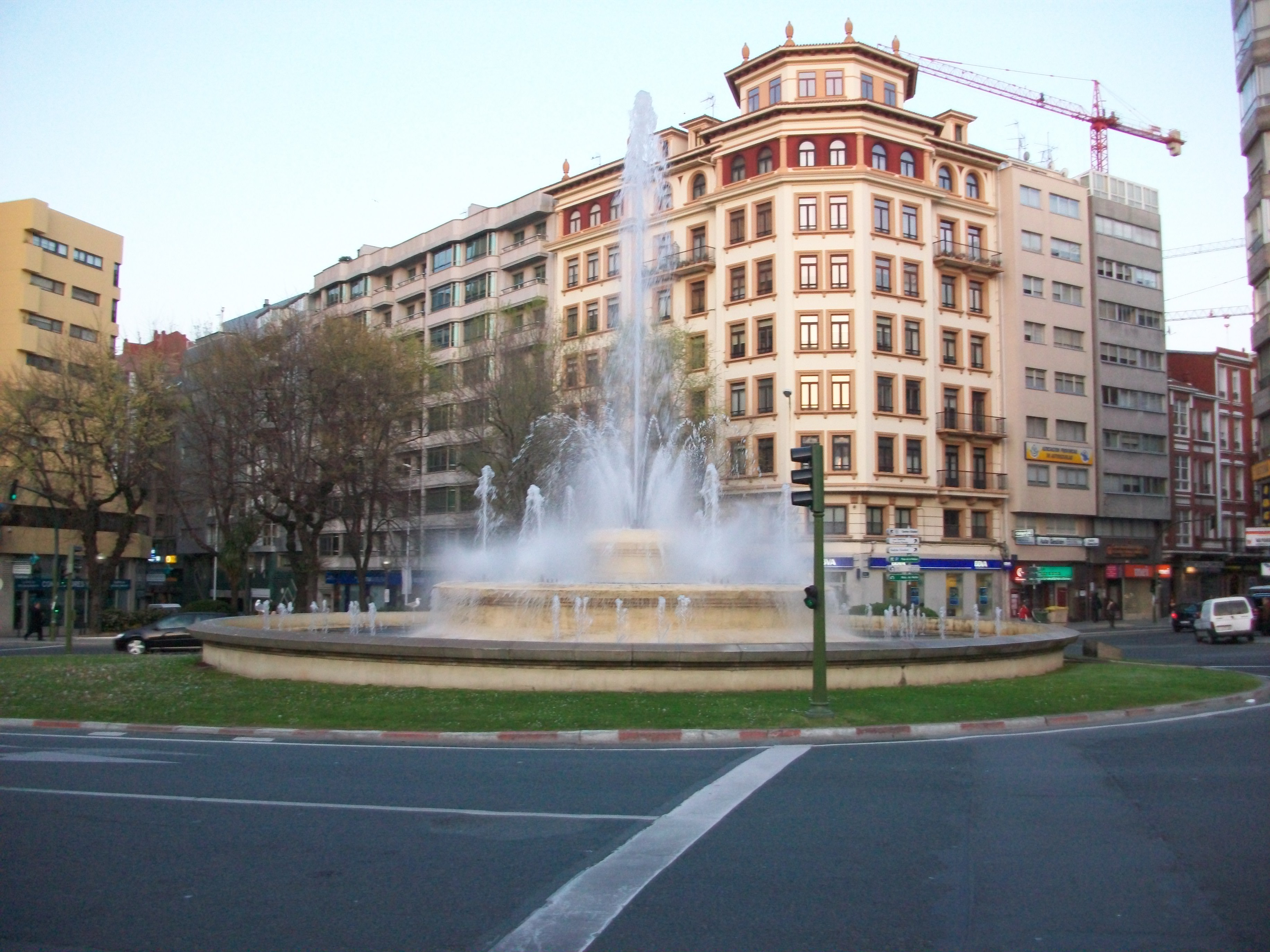
Fuente de Cuatro Caminos, La Coruña.

Hija del arquitecto Santiago Rey Pedreira, estudió bachillerato en La Coruña y comenzó la carrera de arquitectura en Madrid en 1952.
En 1960 consiguió su título y año y medio después estableció su estudio en La Coruña, compaginando la labor con el desempeño de trabajos municipales. Uno de sus primeros trabajos en la ciudad herculina fue la reforma de la capilla de la Compañía de María en 1962: siguiendo las orientaciones del Concilio Vaticano II concibió un espacio sobrio pero con un cuidadoso empleo de la luz. Entre sus obras destacan el local social de pescadores de Finisterre, la fuente de Cuatro Caminos y la torre Dorada, primer rascacielos coruñés, en la calle de Juan Flórez. Como jefa de la sección técnica del ayuntamiento, realizó la gestión del suelo para la construcción de polígonos como el de Elviña y el Barrio de las Flores o para el establecimiento de la refinería de La Coruña.
Fue catedrática de la Escuela Técnica Superior de Arquitectura de La Coruña.

## Reconocimientos
En 2005 fue condecorada con la Medalla Castelao.En 2012 el ayuntamiento de la Coruña le realizó un homenaje. En 2014 el Proyecto MAGA, Mujeres Arquitectas de Galicia, le rindió un homenaje en la Escuela Técnica Superior de Arquitectura de La Coruña.